# Bryum peralatum
Bryum peralatum är en bladmossart som beskrevs av Potier de la Varde 1932. Bryum peralatum ingår i släktet bryummossor, och familjen Bryaceae. Inga underarter finns listade i Catalogue of Life.